# پتو

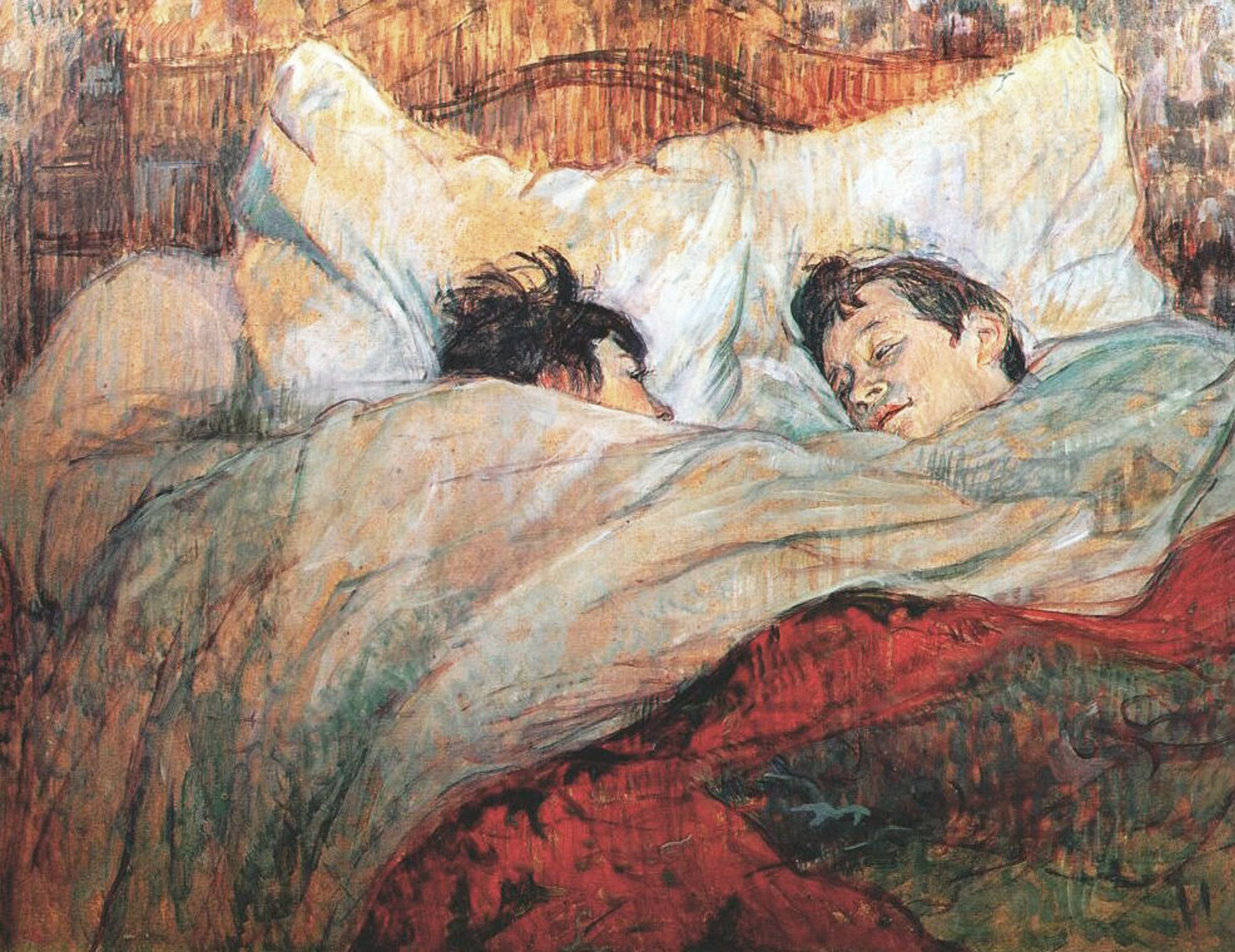
نقاشی رختخواب اثر تولوز لوترک دو نفر را در زیر پتو نشان می‌دهد.

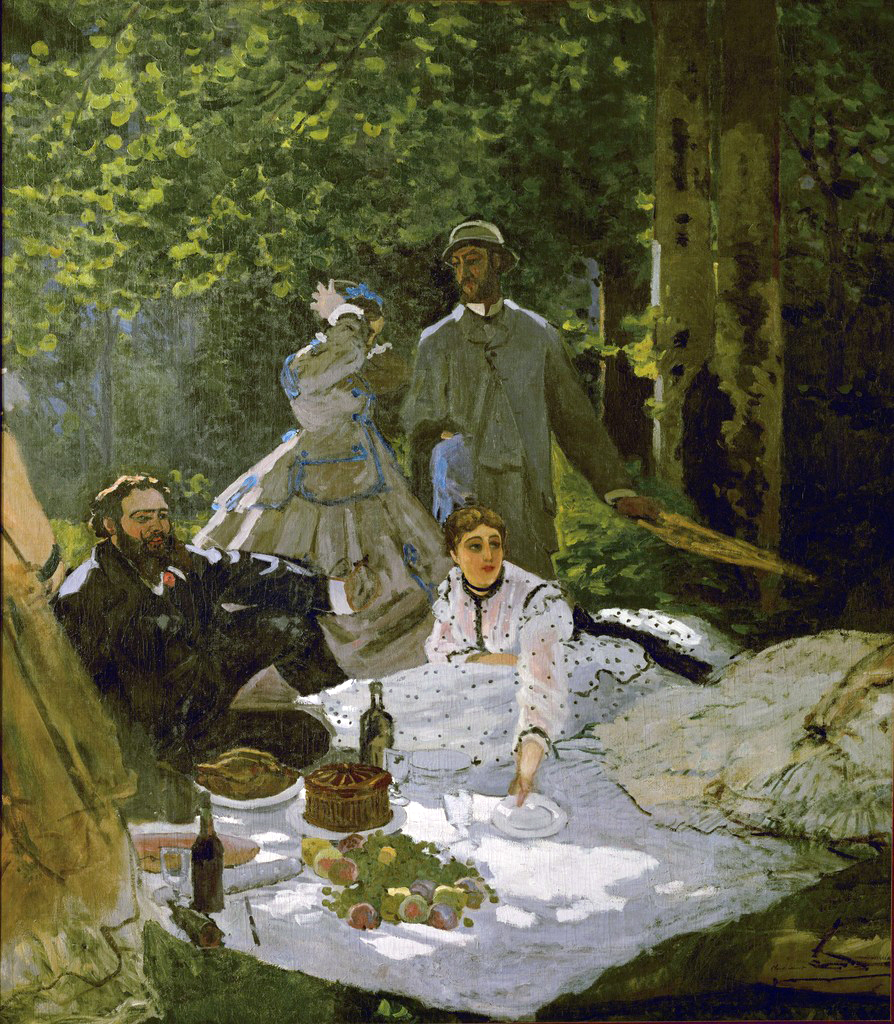
Le déjeuner sur l'herbe (ناهار در چمن), (بخش سمت راست) اثر کلود مونه

پَتو نوعی بافته پشمی است به نوعی روانداز گویند که معمولاً در هنگام خواب بر روی خود می‌کشند. پتوها می‌توانند از لایه‌های مختلفی ساخته شده باشند. بعضی از این لایه‌ها برای گرم نگه داشتن و بعضی دیگر تنها برای زیبایی به‌کار رفته می رود.
پتو ها طرح های مختلفی دارند که برای جذب خریدار و انسان است

## شیوهٔ ساخت
پتو از ورق‌های تختی که به دلیل ضخامتشان پتو را ضخیم نموده‌اند، تشکیل شده‌است. حتی باریک‌ترین پتو ضخیم‌تر از سنگین‌ترین ورق است. پتو به‌طور کلی برای گرما و راحتی استفاده می‌شود، در حالی که ورق برای بهداشت، آسایش و زیبایی‌شناسی است. پتو به‌طور سنتی از پشم به دلیل گرما، تنفس و خواص مقاوم در برابر آتش طبیعی پشم ساخته شده، در حالی که ورق‌های پنبه یا کتان یا ابریشم، که کمتر تحریک‌کننده به پوست هستند، ساخته شده‌است. امروزه، از الیاف مصنوعی غالباً برای هر دو استفاده می‌شود.

## انواع

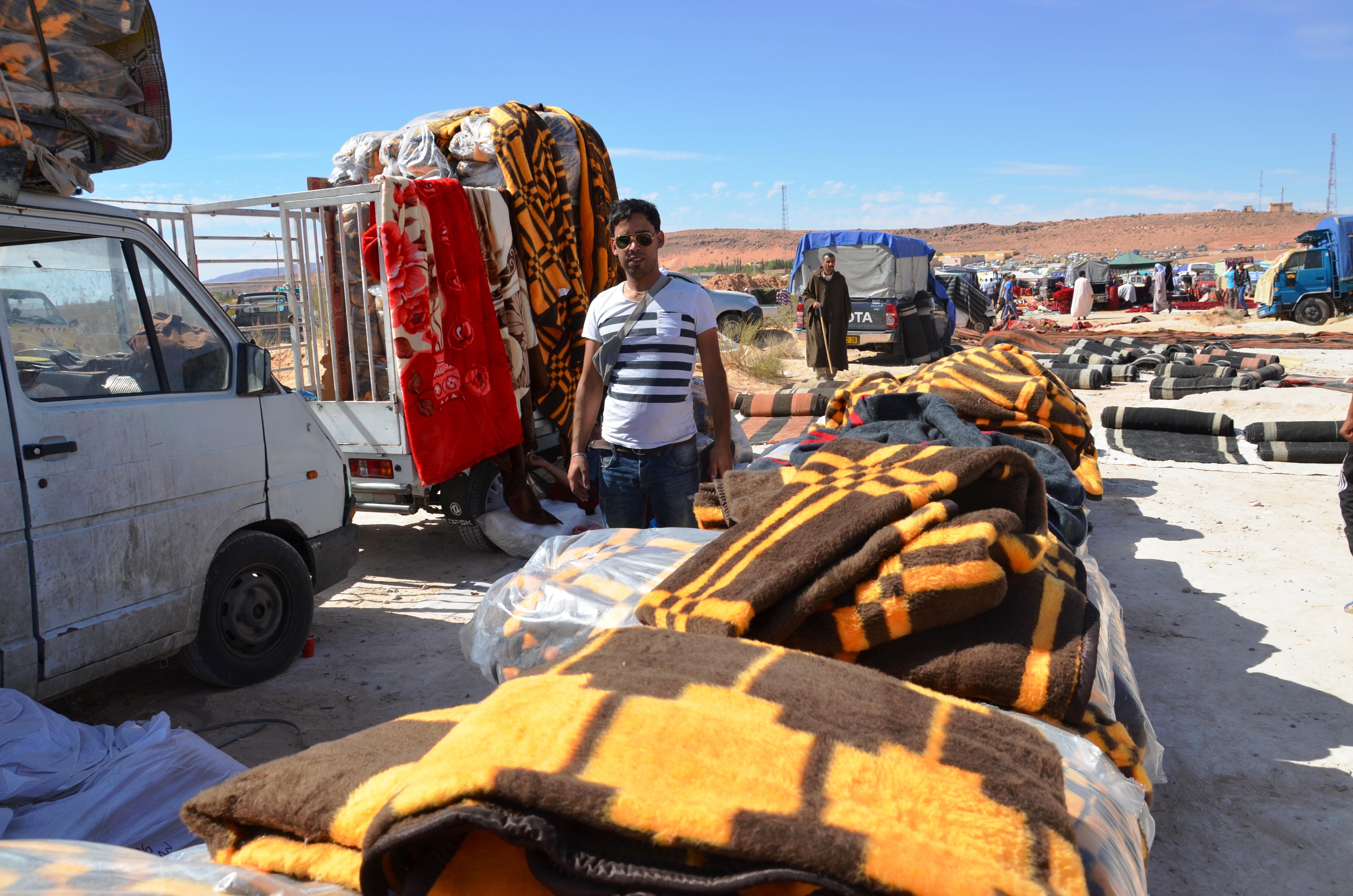
تصویری از فروش پتو در خیابان

در پتو از مواد بسیاری مانند پشم، استفاده می‌شود چرا که آن‌ها ضخیم‌تر هستند؛ اما می‌توان از پنبه نیز برای تولید پتوهای سبک استفاده نمود. پتوهای پشمی گرم‌تر هستند و همچنین در مقایسه با پنبه نسبتاً آهسته‌تر می‌سوزند. رایج‌ترین انواع پتوهای بافته شده از اکریلیک، پلی‌استر کشباف، راسو، پنبه، پشم جانوران و پشم گوسفند است. پتوها همچنین با ساخت کارهای عجیب و غریب و مواد عجیب و غریب مانند قلاب‌بافی افغانی یا پوشش ابریشمی ارائه می شوند. اصطلاح پتو اغلب با روتختی و لحاف عوض می‌شود، زیرا همه آنها کاربردهای مشابهی دارند. پتوهای اولیه اغلب با پوست جانوران ساخته شده بودند اما با گذشت زمان پتوها انواع مختلفی پیدا کردند مانند پتو نوزاد، لحاف، پتو مسافرتی و نظیر این موارد. جنس پارچه‌های پتوها هم تغییر کرد و از پوست جانوران به پارچه و پنبه تغییر کرد.